# 타이중시의 마천루 목록

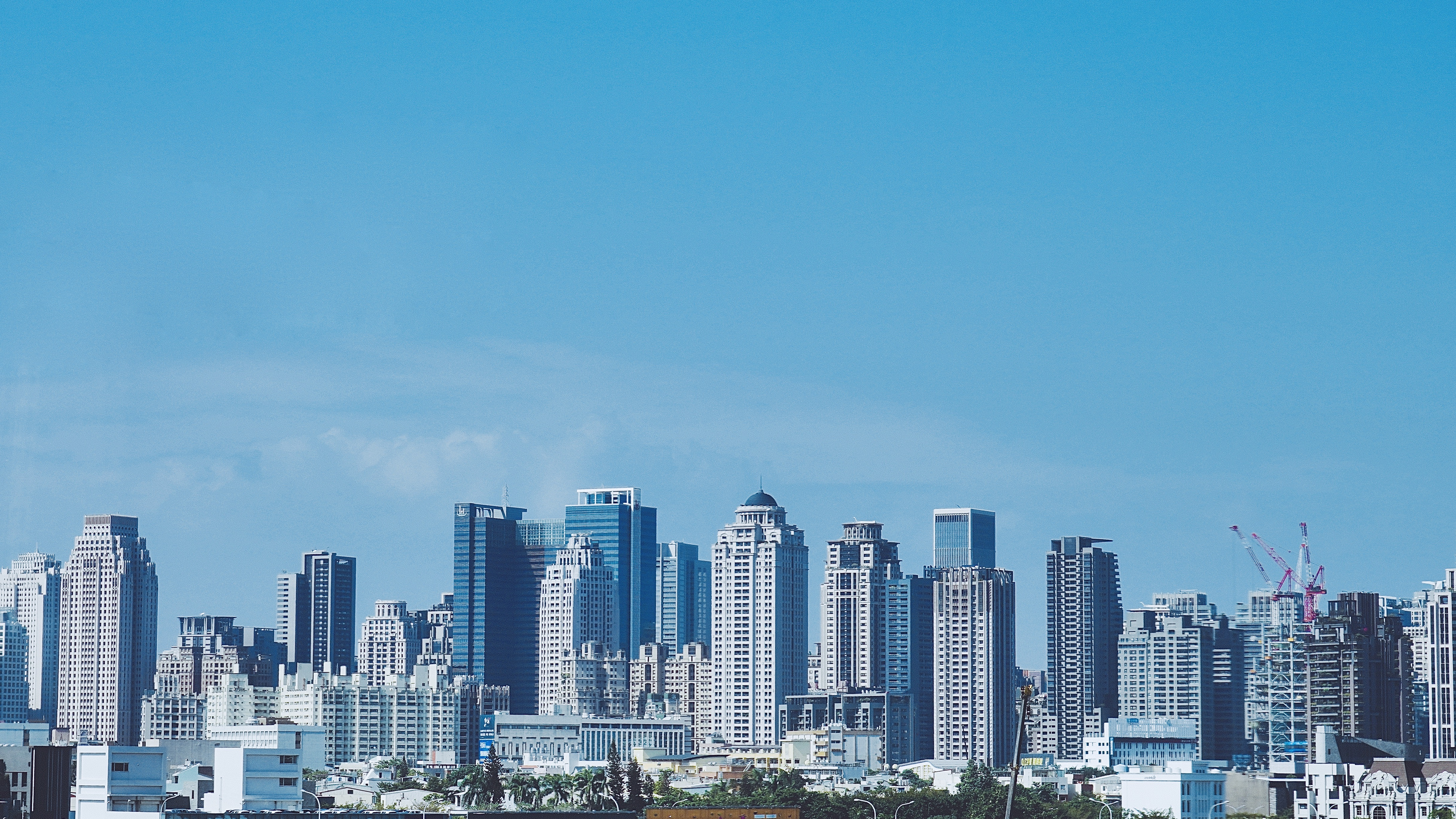
타이중 도시 중심

타이완 남부 및 북부의 중심부에 위치한 타이중시는 280 만 명이 넘는 인구를 가지고 있으며 중앙 대만의 고용, 생활 및 경제의 중심지다. 사업과 산업과 상업의 발전과 함께 1990년대 대만의 마천루 건설은 호황을 누렸고 타이중 최초의 초고층 건물을 형성했으며 이 기간 동안 건설된 마천루는 대만 대도로(Taichung Port Road)에 주로 분포했다. 섹션의 양쪽(서쪽 지구와 북쪽 지구의 교차점, 광산 SOGO 비즈니스 서클)이다. 대중의 두 번째 마천루 정착촌은 타이중 제7기 재개발 구역의 북쪽에 있다. (현재 씨툰구의 120m + 마천루는 모두 타이중 제7기 재개발 구역에 있다. 총 28개의 건물이 건설되었고, 타이중 시의 2/3 120m 이상의 마천루가 지역에 위치하고 있으며 2000년 신 콩 미츠코시 백화점이 들어서 이후 7단계의 부동산이 급성장하여 현재 타이중 시 120m 높이에 있는 대만 최대 규모의 마천루가 되었다. 위에 지어진 마천루에는 48개의 주택 (대문자 및 개조물 포함)이있어 대만에서 최초로 건축되었다.

## 타이중의 마천루 목록[1]
- 다음 높이 단위는 모두 미터이며 전체 높이로 랭크된다.
- 전체 높이가 120 미터 이상인 마천루만 아래에 기록된다.

| 순위 | 이름                                                    | 층수            | 높이（안테나 및 첨탑 제외） | 총 높이             | 유형                 | 상태       | 행정 구역 |
| ---- | ------------------------------------------------------- | --------------- | --------------------------- | ------------------- | -------------------- | ---------- | --------- |
| 1    | 타이완 타워                                             | 44              | 233.5                       | 262                 | 사업 사무실/랜드마크 | 설명회     | 시툰구    |
| 2    | 펑키 타워                                               | 51              |                             | 234（견적）         | 사업 사무실          | EIA        | 시툰구    |
| 3    | 타이중 상업은행 신 본사빌딩                             | 38              | 191.5                       | 225                 | 사업 사무실/호텔     | 공사중     | 시툰구    |
| 4    | 리안주 중하오 빌딩                                      | 39              | 183                         | 192                 | 사업 사무실          | 출장       | 시툰구    |
| 5    | 시화국제빌딩                                            | 47              | 175.65                      | 176.65/192.33(분쟁) | 사업 사무실/호텔     | 완공됨     | 시구      |
| 6    | 리안주 루이헤 빌딩                                      | 42              |                             | 172.8               | 주거                 | 공사중     | 시툰구    |
| 7    | 풍읍 시 정부                                            | 38              | 171.7                       | 171.7               | 사업 사무실          | 완공됨     | 시툰구    |
| 8    | 펑치 시 광장 시립 센터                                  | 38              | 161.3                       | 168                 | 사업 사무실          | 완공됨     | 시툰구    |
| 9    | NTC 국립 비즈니스 센터                                  | 35              | 149.8                       | 165.65              | 사업 사무실          | 출장       | 시툰구    |
| 10   | 푸본 뉴 시립                                            | 41              | 156.31                      | 165.31              | 주거                 | 공사중     | 시툰구    |
| 11   | 파어 엔터 프라이즈 센터                                 | 38              | 154.15                      | 165                 | 주거                 | 완공됨     | 시툰구    |
| 12   | 오리지날 폴리메리제이션 토이 카운터（싱 두부 퍼체이스） | 42（원래 계획） | 152.7（원래 계획）          | 161.5（원래 계획）  | 주거                 | 알 수 없음 | 시툰구    |
| 13   | 콘티넨탈 바오게                                         | 39              |                             | 161.1               | 주거                 | 완공됨     | 시툰구    |
| 14   | 바후이 어텀 레드 밸리                                   | 41              |                             | 160.98              | 주거                 | 완공됨     | 시툰구    |
| 15   | 번영과 번영 BHW                                         | 36              | 149.95                      | 158.95              | 사업 사무실          | 완공됨     | 시툰구    |
| 16   | 단 국제빌딩                                             | 42              | 151.2                       | 158                 | 사업 사무실          | 완공됨     | 난구      |
| 17   | 대안 국왕빌딩                                           | 42              | 151.2                       | 158                 | 사업 사무실          | 완공됨     | 난구      |
| 18   | 총 타이팡 제국                                          | 39              | 155.8                       | 157                 | 주거                 | 완공됨     | 시툰구    |
| 19   | 리안주 바오헤 빌딩                                      | 39              | 148                         | 157                 | 주거                 | 완공됨     | 시툰구    |
| 20   | 푸본 스카이 트리                                        | 39              | 155.2                       | 161                 | 주거                 | 완공됨     | 시구      |
| 21   | 대기업 빌딩                                             | 39              | 150.95                      | 155                 | 주거                 | 완공됨     | 시툰구    |
| 22   | 르 메르디안 타이중                                      | 27              | 143                         | 178                 | 호텔                 | 재건축됨   | 중구      |
| 23   | 보디 티안루이                                           | 39              |                             | 149.65              | 주거                 | 완공됨     | 시툰구    |
| 24   | 씽푸파 CBD 타임 스퀘어                                  | 34              | 140                         | 149                 | 사업 사무실          | 완공됨     | 시툰구    |
| 25   | 롱뱅 세계 무역 센터                                     | 37              | 147                         | 160                 | 사업 사무실          | 완공됨     | 시구      |
| 26   | 애그리게이트 티안시아                                   | 38              | 135.7                       | 144.7               | 주거                 | 완공됨     | 시툰구    |
| 27   | 패밀리 클라우드                                         | 39              | 134.7                       | 143.7               | 주거                 | 완공됨     | 시툰구    |
| 28   | 리후아 골든 호텔                                        | 32              | 136                         | 142                 | 호텔                 | 완공됨     | 시구      |
| 29   | 아시아 태평양 클라우드                                  | 39              |                             | 144.8               | 사업 사무실          | 완공됨     | 베이구    |
| 30   | 글로벌 슈퍼스타 빌딩                                    | 33              | 132                         | 141                 | 사업 사무실          | 완공됨     | 베이툰구  |
| 31   | 흥화화 바이다 푸                                        | 36              | 130.9                       | 139.9               | 주거                 | 완공됨     | 시툰구    |
| 32   | 타이중 엠페러                                           | 35              | 130.9                       | 139                 | 주거                 | 완공됨     | 시툰구    |
| 33   | 린 딩 가오펭 빌딩                                       | 33              | 130                         | 138                 | 사업 사무실          | 완공됨     | 시구      |
| 34   | 휴게 콩스탕                                             | 35              | 135.95                      | 144.95              | 주거                 | 완공됨     | 시구      |
| 35   | 후유 월드 익스체인지                                    | 32              |                             | 132.8               | 주거                 | 출장       | 시툰구    |
| 36   | 중국 신탁 빌딩                                          | 28              |                             | 132.2               | 사업 사무실          | 출장       | 시툰구    |
| 37   | 싱푸파 사계절                                           | 34              | 121                         | 130                 | 주거                 | 완공됨     | 시툰구    |
| 38   | 싱푸파 바이다 릴리                                      | 34              |                             | 130                 | 주거                 | 완공됨     | 시구      |
| 39   | 애그리게이트 싱글 쇼                                    | 34              | 120.7                       | 129.7               | 주거                 | 완공됨     | 시툰구    |
| 40   | 위안시 웬씬 101                                         | 34              | 118.9                       | 127.9               | 주거/사업 사무실     | EIA 통과됨 | 난툰구    |
| 41   | 롱 바오큐안                                             | 32              | 111                         | 127.15              | 주거                 | 완공됨     | 시툰구    |
| 42   | 대륙 - {丽} - 格                                        | 33              | 118                         | 127                 | 주거                 | 공사중     | 시툰구    |
| 43   | 패밀리 플라자                                           | 28              |                             | 125.52              | 사업 사무실          | 완공됨     | 시툰구    |
| 44   | 테루 테리 이치반 플라워 가든                            | 32              |                             | 124.1               | 주거                 | 완공됨     | 시툰구    |
| 45   | 자이언트로 빌딩                                         | 32              | 123.6                       | 123.6               | 주거                 | 완공됨     | 시툰구    |
| 46   | 패밀리 T3 국제 센터                                     | 30              |                             | 123.6               | 사업 사무실          | 완공됨     | 시툰구    |
| 47   | 환우 공업 본부 빌딩                                     | 32              |                             | 123                 | 사업 사무실          | 완공됨     | 시구      |
| 48   | 환우 공업 본부 빌딩                                     | 29              |                             | 122.25              | 주거                 | 완공됨     | 시툰구    |
| 49   | 캐세이 퍼시픽 클럽 로드                                 | 31              |                             | 121.55              | 주거                 | 완공됨     | 시툰구    |
| 50   | 캐세이 퍼시픽 피크                                      | 32              |                             | 120.44              | 주거                 | 공사중     | 시툰구    |
| 51   | 롱뱅 구오바오 빌딩                                      | 30              |                             | 120                 | 주거                 | 완공됨     | 시구      |
| 52   | 통 일반 병원(유선 지구)                                 | 26              |                             | 120                 | 병원                 | 완공됨     | 우치구    |

## 같이 보기
- 마천루
- 마천루 목록
- 중화민국의 마천루 목록
- 타이베이의 마천루 목록
- 신베이의 마천루 목록
- 타오위안의 마천루 목록
- 타이난의 마천루 목록
- 가오슝의 마천루 목록